# Molten Corporation
Molten Corporation è un produttore giapponese di attrezzatura sportiva e di componenti per automobili.
Nato nel 1958 a Hiroshima, il brand è specializzato e noto nel mondo per la sua produzione di palle utilizzate nelle maggiori manifestazioni sportive, soprattutto pallacanestro e pallavolo.
Nel 2006 debutta nel calcio, collaborando con l'Adidas per lo sviluppo del pallone Teamgeist. Dal 2018 fornisce il pallone per la UEFA Europa League, e dal 2021 anche per la UEFA Conference League.

## Competizioni con materiale ufficiale Molten

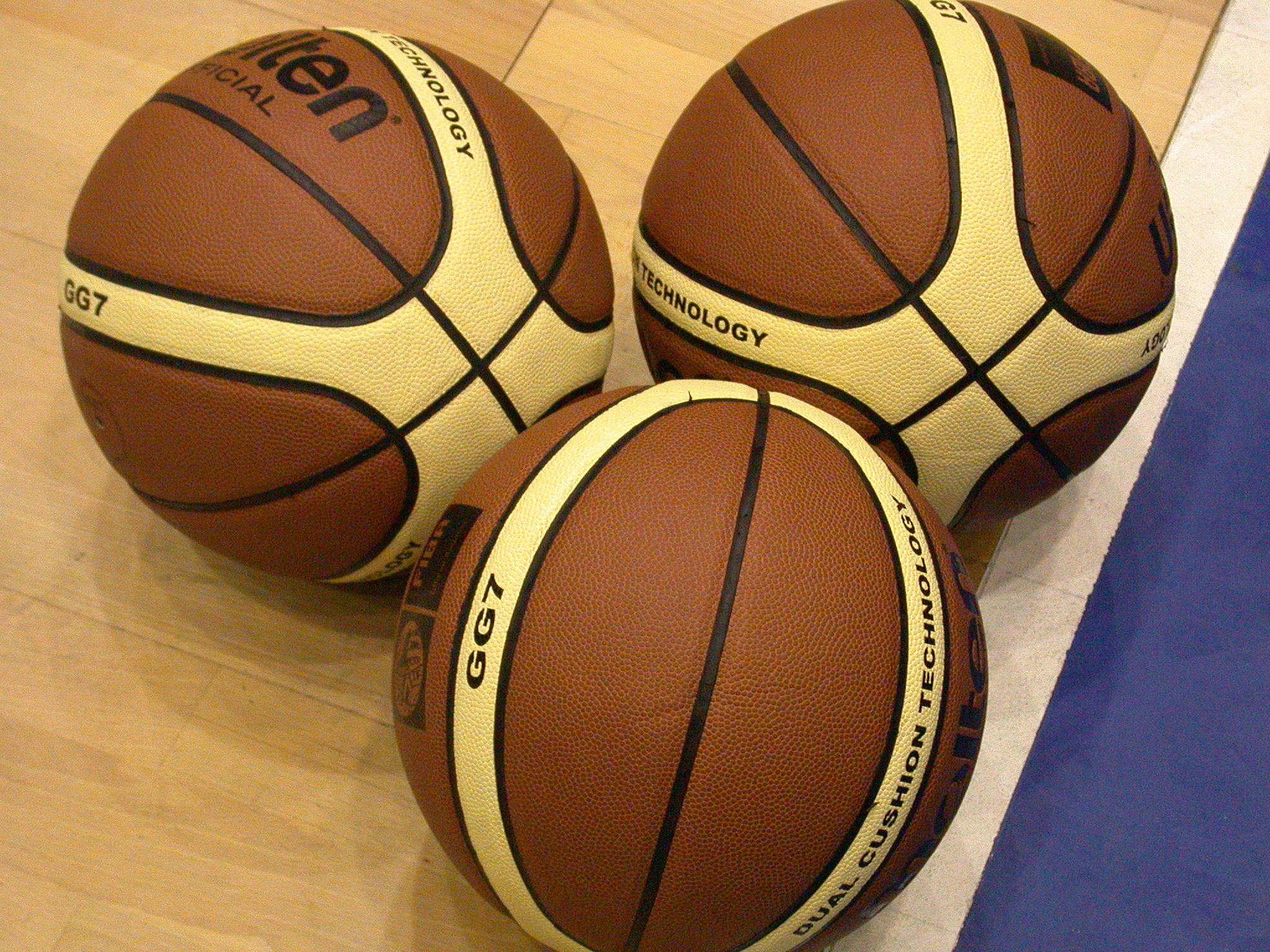
Palloni da pallacanestro ufficiali FIBA prodotti dalla Molten

Le seguenti competizioni hanno sfruttato di come ufficiale un pallone Molten:
- Olimpiadi di Tokyo 1964 (calcio, pallacanestro e pallavolo)
- Olimpiadi di Los Angeles 1984 (pallacanestro)
- Olimpiadi di Seul 1988 (pallacanestro)
- Olimpiadi di Barcellona 1992 (pallacanestro)
- Olimpiadi di Atlanta 1996 (pallacanestro)
- Olimpiadi di Sydney 2000 (pallacanestro)
- Olimpiadi di Atene 2004 (pallacanestro)
- Olimpiadi di Pechino 2008 (pallacanestro)
- Olimpiadi di Londra 2012 (pallacanestro)
- Olimpiade di Río de Janeiro 2016 (pallacanestro)
- Campionati mondiali di pallacanestro
- Campionato Italiano femminile di pallavolo
- UEFA Europa League
- UEFA Conference League